# Angus Lyons
Angus Lyons, né le 12 janvier 1996 à Ballarat, est un coureur cycliste australien.

## Biographie
En 2013, Angus Lyons se classe troisième du championnat d'Australie du contre-la-montre juniors (moins de 19 ans). Il court ensuite principalement dans le calendrier national australien lors de ses premières saisons espoirs (moins de 23 ans). 
En 2018, il se distingue en terminant sixième du championnat d'Océanie sur route et de la Joe Martin Stage Race (meilleur jeune), septième de la Gravel and Tar Classic ou encore douzième de la New Zealand Cycle Classic. 

## Palmarès
- 2014
  - 3e du championnat d'Australie du contre-la-montre juniors
- 2017
  - 2e du Tour de Tasmanie
- 2019
  - 1re étape du Tour de Tweed
  - 1re étape du Tour d'Indonésie
  - 2e du Tour d'Indonésie
  - 3e du Tour des Philippines
- 2022
  - 3e étape du Santos Festival of Cycling

## Classements mondiaux
| Année                                 | 2016  | 2017  | 2018 | 2019 | 2020 | 2021  |
| ------------------------------------- | ----- | ----- | ---- | ---- | ---- | ----- |
| Classement mondial                    | 2636e | 2392e | 687e | 611e | nc   | 2718e |
| UCI America Tour                      | nc    | nc    | 231e |      |      |       |
| UCI Oceania Tour                      | 95e   | 66e   | 11e  | 34e  | nc   | 90e   |
|                                       |       |       |      |      |      |       |
| Légende : nc = non classéSource : UCI |       |       |      |      |      |       |